# 102ª Divisione coloniale
La 102ª Divisione coloniale somala fu una grande unità di fanteria del Regio Esercito italiano, costituita in Africa Orientale Italiana durante la seconda guerra mondiale.

## Storia
Dopo giugno 1940, quando il Regno d'Italia dichiarò guerra agli Alleati, nella Somalia italiana vennero costituite due divisioni di soldati somali, designate 101ª Divisione coloniale somala e 102ª Divisione coloniale somala. Il personale era tratto per la maggior parte dalle brigate coloniali che avevano combattuto la guerra d'Etiopia nel 1936. Vennero arruolate inoltre nuove reclute, subito dopo la costituzione, per raggiungere la consistenza di una divisione standard italiana (7.000 uomini). Tuttavia l'addestramento, condotto da sottufficiali italiani, fu interrotto nelle prime fasi della guerra perché le reclute vennero dirottate alla costruzione della ferrovia Decauville tra Villabruzzi e la frontiera etiopica. Di conseguenza, molti dei 20.458 soldati somali presenti in teatro, la maggior parte dei quali inquadrati nelle due dette divisioni, non erano adeguatamente preparati al combattimento.
Nella campagna dell'Africa Orientale Italiana, dalla fine del 1940 ai primi del 1941, la 102ª Divisione coloniale, formata per la grande maggioranza da giovani reclute non addestrate al combattimento, subì l'iniziativa dei britannici dopo che questi superarono il fiume Giuba, nella Somalia occidentale, andando incontro a pesanti sconfitte nonostante gli eroici sforzi.
I soldati della 102ª combatterono duramente presso Gelib, procedendo verso il fiume Giuba ma vennero costretti a ripiegare sulla linea Vittorio d'Africa-Merca dalle meglio equipaggiate forze britanniche. La divisione venne sciolta nell'area di Ogaden. Alcuni dei suoi effettivi, soprattutto gli ufficiali nazionali, si ritirarono attraverso il Passo Marda a sud di Addis Abeba, dove infine si arresero.

## Comandanti (1940-1941)
- Gen. B. Santini